# Catoptria orobiella
Catoptria orobiella is een vlinder uit de familie grasmotten (Crambidae). De wetenschappelijke naam is voor het eerst geldig gepubliceerd in 1994 door Huemer & Tarmann.
De soort komt voor in Europa.